# Macrocom
Macrocom, mindre amerikansk datorspelsutvecklare som producerade två datorrollspel för DOS innan verksamheten avvecklades.

## Utvecklade spel
- (1984) ICON: Quest for The Ring
- (1987) Seven Spirits of Ra